# Entalpie liberă
| Potențiale termodinamice | Potențiale termodinamice              |
| ------------------------ | ------------------------------------- |
| Energie internă          | {\displaystyle U\left(S,V,N\right)\,} |
| Entalpie                 | {\displaystyle H\left(S,p,N\right)\,} |
| Energie liberă           | {\displaystyle F\left(T,V,N\right)\,} |
| Entalpie liberă          | {\displaystyle G\left(T,p,N\right)\,} |
| modifică                 |                                       |

Entalpia liberă (sau energia liberă Gibbs, denumirea recomandată de IUPAC fiind Gibbs energy sau Gibbs function) este o funcție de stare a unui sistem termodinamic, definită de Josiah Willard Gibbs în opera sa despre echilibrele chimice și interfazice ale substanțelor. Entalpia liberă e legată de alte mărimi termodinamice fundamentale prin relația
{\displaystyle \quad G=H-TS=U-\sum _{i=1}^{n}X_{i}\,x_{i}-TS,\,}
unde {\displaystyle H\,} este entalpia, {\displaystyle T\,} temperatura, {\displaystyle S\,} entropia, iar {\displaystyle U\,} energia internă. Sistemul considerat are {\displaystyle n\,} grade de libertate mecanice, {\displaystyle x=\left(x_{1},...,x_{n}\right),} sunt variabilele de poziție (lungimi, arii, volume, unghiuri), iar {\displaystyle X=\left(X_{1},...,X_{n}\right),} variabilele de forță (generalizate) conjugate.
Într-o transformare izotermă la variabile de forță constante, un sistem va atinge o stare finală de echilibru termodinamic corespunzătoare unui minim al entalpiei libere.
Exprimată ca funcție de temperatură și de variabilele de forță, entalpia liberă este un potențial termodinamic.

## Istoric
Conceptul a fost introdus de Josiah Willard Gibbs în opera sa On the Equilibrium of Heterogeneous Substances.
Entalpia și energia libere sunt concepte care reformulează conceptul mai vechi de afinitate chimică. Definiția dată de IUPAC afinității A e prin derivată parțială a entalpiei libere G de reacție în raport cu avansarea reacției ξ la presiune și temperatură constante:
{\displaystyle A=-\left({\frac {\partial G}{\partial \xi }}\right)_{p,T}.}

## Entalpia liberă a unui fluid
Fie o cantitate de fluid, care poate fi un amestec de {\displaystyle c\,} componente specii diferite de substanțe chimice. O stare de echilibru a acestui sistem este complet descrisă de variabilele temperatură {\displaystyle T,\,} presiune {\displaystyle p\,} și cantitățile în care sunt prezente componentele sale {\displaystyle N=\left(N_{1},...,N_{c}\right)\,}. Entalpia liberă {\displaystyle G\left(T,p,N\right)=U+pV-TS\,} este un potențial termodinamic. Diferențiala totală
{\displaystyle dG=-S\,dT+V\,dp+\sum _{k=1}^{c}\mu _{k}\,dN_{k}\,}
furnizează ecuațiile de stare (bazate pe derivate parțiale)
{\displaystyle \left({\frac {\partial G}{\partial T}}\right)_{p,\{N_{k}\}}=-S,\quad \left({\frac {\partial G}{\partial p}}\right)_{T,\{N_{k}\}}=V,\quad \left({\frac {\partial G}{\partial N_{j}}}\right)_{T,p,\{N_{k\neq j}\}}=\mu _{j}.}

## Entalpia liberă de reacție
Pentru o reacție chimică entalpia liberă de reacție arată sensul de desfășurare al reacției în anumite condiții de temperatură și presiune. Se poate exprima în funcție de entalpia și entropia de reacție:
{\displaystyle \Delta G=\Delta H-T\Delta S\,} la temperatură constantă
Această funcție termodinamică se raportează la o valoare de referință numită entalpie liberă standard.
{\displaystyle \Delta _{r}G=\Delta _{r}G^{\circ }+RT\ln Q_{r}\,} pentru starea de neechilibru
{\displaystyle \Delta _{r}G^{\circ }=-RT\ln K\,} pentru echilibru chimic
Qr câtul de reacție care la echilibru chimic e egal cu mărimea constantă de echilibru K.

## Termodinamica electrochimică
În expresia diferențială a energiei libere Gibbs dG aplicată funcționării unei celule electrochimice apare tensiunea electromotoare a celulei sub forma unui produs cu cantitatea de electricitate generată sau absorbită într-o celulă electrochimică:
{\displaystyle dG=-SdT+VdP+{\mathcal {E}}dQ\ ,}
La temperatură și presiune constante, entalpia liberă a unei reacții poate fi determinată prin intermediul tensiunii electromotoare E a unei celule electrochimice:
{\displaystyle \Delta G=-zFE\,}
{\displaystyle \Delta G^{\circ }=-zFE^{\circ }\,}